# 신대구부산고속도로
신대구부산고속도로(新大邱釜山高速道路, New Daegu Busan Expressway)는 중앙고속도로의 대동 분기점 ~ 동대구 분기점 구간을 건설하고 휴게소와 같은 제반 시설을 관리 및 운영하는 대한민국의 기업이다. 고속도로의 소유권은 대한민국 정부가 가지고 관리운영권을 30년간 보장받았다. 총 연장 82.05 km 구간을 관리하고 있다.

## 역사
- 1999년 12월 8일: 현대산업개발그룹(현 HDC그룹) 자회사로 회사 설립
- 2001년 2월 12일: 중앙고속도로 대동 분기점 ~ 동대구 분기점 구간 착공
- 2005년 7월 15일: 중앙고속도로 대동 분기점 ~ 동대구 분기점 구간 중 동대구 나들목 ~ 동대구 분기점 구간 준공 및 조기 개통[1]
- 2006년 1월 25일: 중앙고속도로 대동 분기점 ~ 동대구 분기점 구간 중 나머지 대동 분기점 ~ 동대구 나들목 구간 준공, 개통 및 운영 개시. 동시에 중앙고속도로 대동 분기점 ~ 동대구 분기점 구간에 아이웨이(I'WAY)라는 브랜드를 도입했다.
- 2006년 7월: 현대산업개발그룹이 신대구부산고속도로를 보건복지부 산하 공기업인 국민연금공단에 매각되면서 현대산업개발그룹에서 계열 분리된 후 대한민국 정부 체제로 편입되었다. 동시에 중앙고속도로 대동 분기점 ~ 동대구 분기점 구간에 아이웨이(I'WAY)라는 브랜드는 폐지되었다.
- 2016년 11월 11일: 원톨링 시스템 도입으로 김해부산 요금소와 대구 요금소 철거

## 같이 보기
- 중앙고속도로